# 지오캐싱

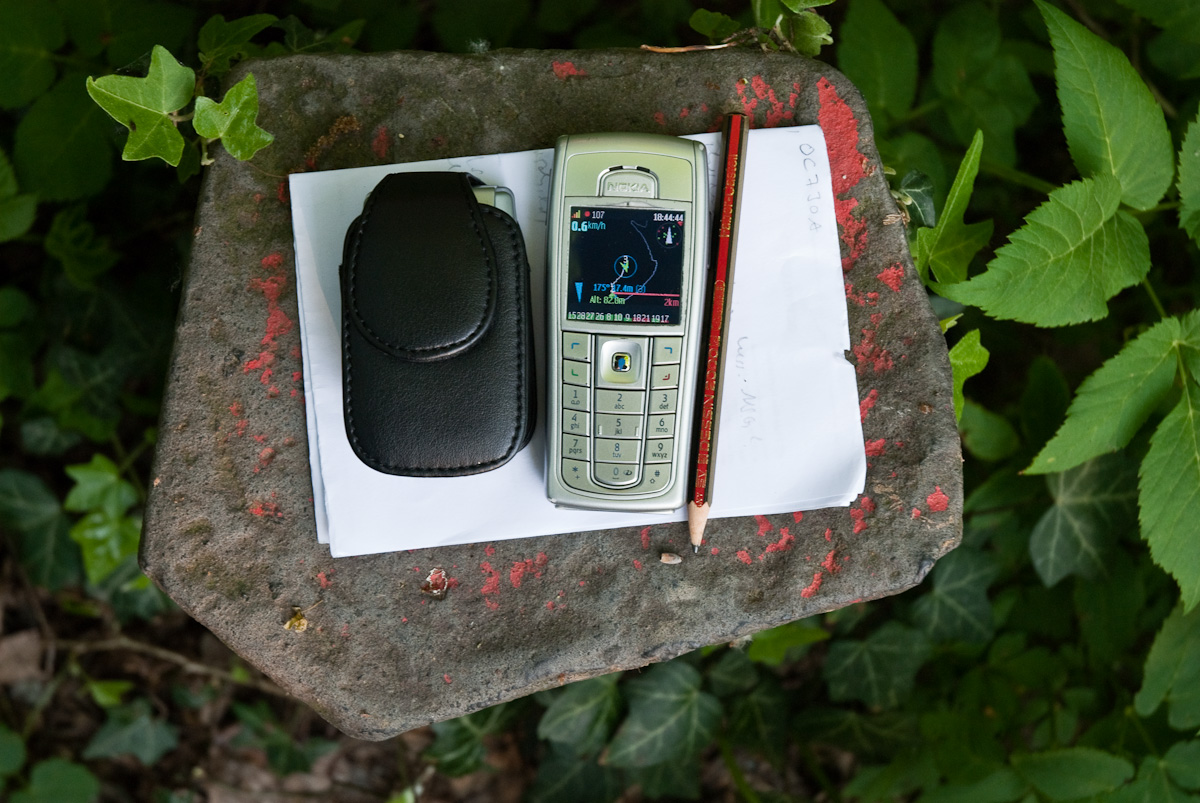

지오캐싱(geocaching)은 GPS 수신기나 다른 항법 장치를 이용해서 지오캐시("geocaches")나 캐시("cache")라고 불리는 용기를 숨기거나 찾는 야외 활동이다. 보통의 캐시는 작고 방수가 되는 상자안에 지오캐싱을 즐기는 이들이 그것을 찾은 날짜를 기록하는 로그북("logbook")이 들어있다. 플라스틱 용기 혹은 탄약 상자같은 좀더 큰 용기에는 값싼 물건들이 들어있어서 물건을 교환할 수도 있다. 지오캐싱은 "최첨단 보물찾기 게임"이라고도 불린다.
지오캐시는 남극을 포함해서 현재 7개 대륙, 100여개의 나라에 위치해있다. 10년의 시간이 흘러서, 다양한 웹사이트에 130만여개의 지오캐시가 등록되어있다. 전 세계에 500만명의 지오캐셔("geocacher")들이 있다.

## 역사
지오캐싱은 레터박싱 ("letterboxing")이라는 게임과 유사하다. 지오캐싱은 2000년 5월 1일 GPS에서 선택적 유용성이 제거된 후 GPS의 정확도가 높아지기 시작한 후 머지않아 생겨난다. 문서로 정보가 기록된 첫 번째 캐시는 Beavercreek, Oregon에 살고있는 Dave Ulmer가 만들었으며 장소의 좌표 (45° 17′ 27.6″ N, 122° 24′ 48″ W45.291)를 Usenet, newsgroup, sci.geo.satelite-nav에 올렸다.
2000년 5월 6일, Vancouver, Washington의 Mike Teague가 캐시를 찾고 로그를 남겼다. Dave Ulmer의 말에 따르면, 소프트웨어,비디오,책,음식,돈과 새총을 검정 플라스틱 용기 안에 넣고 묻었다고 한다.
2010년 2월, Oregon Public Broadcasting 채널의 프로그램인 Oregon Field Guide에서 지오캐싱에 대해 다루면서 첫 번째 캐시 장소에 대한 언급이 있었다. 지금 그 자리에는 Original Stash Tribute Plaque (GCGVOP)라고 불리는 기념 명판이 있다.

## 이름의 기원
이 활동은 GPS stash hunt, 혹은 gpsstashing이라고 불리었다. 그러나 2000년 5월 30일, eGroups (지금의 Yahoo!)의 토의 게시판에서 Matt Stum이 stash라는 단어는 부정적인 의미로 해석될 수있으니 그 대신에 geocaching이라는 단어를 쓰자고 주장하였으며 이름이 바뀌었다.

## 규칙
지오캐싱의 기본적인 규칙은, 지오캐셔가 방수가 되는 용기안에 로그북과 교환할 물건들을 넣은 후에 숨긴 위치의 좌표를 기록해서 자세한 설명과 함께 사이트에 올리면, 다른 지오캐셔들이 GPS 수신기를 이용해서 캐시를 찾은 후 로그북과 사이트에 기록하는 것이다. 지오캐셔들은 로그북을 제외한 물건을 비슷하거나 더 높은 가치의 물건과 교환해서 가져갈 수 있다.

## 지오캐시들
보통,캐시들은 비싸지는 않지만 찾는 이에게는 매우 귀중한 가치를 지닐 수 있다. 로그북을 제외한 보편적인 캐시 내용물에는 희귀한 동전,화폐,작은 장난감,단추 장식,CD 그리고 책등이 있다. 그리고 Travel Bugs 혹은 Geocoins 같이 캐시에서 캐시로 물체옮기는 사람들을 히치하이커("hitchhikers")라고 부른다. 누군가의 여정이 기록되고 그것을 다른 지오캐셔들이 따라갈 수 있다. Travel Bug 혹은 Geocoin을 인위적으로 두는 사람들은 추적가능한 그들의 물건을 이용해서 특정 목표를 정해둔다. 집에서 얼마나 먼곳에 물건을 두었는지, 어느 나라로 여행을 가는지, 다른 히치하이커들과 경쟁해서 누가 더 멀리,빠르게 가는지
등을 예로 들 수 있다. 지오캐시를 처음으로 발견 했을 경우(First to Find, 줄여서 FTF 라고 부른다.)나 도달하기 힘든 위치에 있는경우 때때로 높은 가치의 물건이 보상으로 주어진다. 위험하거나 무기, 음란물을 캐시 안에 넣는 것은 허용되지 않으며 지오캐싱 사이트의 규칙을 명백히 위반하는 행위이다.
지오캐시 용기는 로그북만 담을 수 있는 아주 작은 용기부터 20리터의 용기가 있으며, 그보다 더 큰 용기들도 있다. 시골 지역에 흔히 쓰이는 용기는 도시락 상자 크기의 플라스틱 용기나 여분의 군사용 탄약상자이다. 도시 지역에서는 흔히 작은 용기가 쓰이는데, 쉽게 숨길 수 있기 때문이다.
지오캐시가 손상되거나 도난당했을 경우에는 "muggled" 혹은 "plundered"라는 표현을 쓴다. "muggled"라는 표현은 지오캐싱이 유명세를 타고 있을쯤, 그와 함께 인기를 얻은 해리 포터 시리즈에서 빌려온 표현이다.
지오캐시들은 크기, 난이도, 위치가 다양하다. 간단한 캐시들은 보통 "drive-bys", "park 'n grabs"(PNGs), 혹은 "cache and dash" 라고도 불린다.
찾기 복잡한 지오캐시들도 있다. 예를 들면, 서로 연결되어 있는 "multi-cache", 수중 캐시, 나무 위에 있는 캐시, 오프로드 주행으로만 찾을 수 있는 캐시, 산 정상에 있는 캐시, 남극에 있는 캐시 등이 있다.
각각의 지오캐싱 사이트들은 각각의 규칙이 있다. 예를 들면, Geocaching.com 에서는 "Webcam", "Virtual", "Moving" 캐시들을 목록에 올리지 않는다.

### 종류
- Traditional : 가장 기본적인 캐시의 형태로, 반드시 로그북이 들어있다. 교환할 물건을 넣거나 넣지 않을 수도 있다. 이 캐시는 하나의 단계로 이루어져 있으며, 이 점에서 다른 캐시들과 구별 된다.

- Multi-cache : 이 캐시는 다음 단계로 가는 좌표가 하나 이상 포함되어 있어서 여러 단계로 이루어진다. 최종 단계의 캐시에서는 로그북과 교환할 물건이 들어있다.

- Offset : 이 캐시는 첫 번째 좌표가 최종 단계의 캐시에 도달하기 위한 정보가 암호 형태로 표현되어 있는 곳을 알려준다는 점만 빼고는 Multi-cache 와 유사하다. 예를 들면, 첫 번째 좌표에 있는 동판에 적혀있는 숫자가 최종 단계의 캐시가 있는 곳의 좌표인 경우이다.

- Night Cache : 2개 이상의 단계로 이루어진 이 캐시는 밤에 찾을 수 있도록 만들어졌으며, 보통 회중전등과 반사망원경을 이용한다.

- Mystery/Puzzle : 이 캐시는 최종 단계의 캐시가 있는 곳에 대한 정보를 얻기 위해서 퍼즐을 풀어야 한다. 몇몇의 "mystery cache"는 잘못 배열된 좌표의 숫자들을 제시해 주고 퍼즐을 풀어서 정확한 좌표가 무엇인지를 찾아내야 하거나, 좌표는 정확하지만 지명이나 다른 자세한 정보를 알아내기 위해 퍼즐을 풀어야 한다.

- Letterbox Hybrid : 이 캐시는 지오캐시와 "letterbox"가 같은 용기 안에 있다. "letterbox"에는 교환할 물건 대신 고무 도장과 로그북이 있다. "letterboxing"을 즐기는 사람들은 자신의 도장과 로그북을 따로 들고 다니는데, 자신의 도장을 "letterbox" 안의 로그북에 찍고, "letterbox" 안의 도장을 자신의 로그북에 적기 위해서이다. 이 캐시 안에는 필수적인 것들과 교환할 물건을 넣거나 넣지 않을 수 있다.

- Locationless/Reverse : 이 캐시는 무엇인가를 찾기 위한 세부정보가 주어지고 해당하는 물체에 도달해야 하며 형태가 없는 캐시이다. 해당하는 물체에 도달했을 때, GPS 좌표를 기록하고 GPS 수신기와 함께 물체의 사진을 찍는다. 찾은 물체가 이미 사이트의 로그북에 등록이 되어 있다면 로그를 올릴 수 없다.

- Moving/Traveling : "Traditional" 캐시와 유사한 이 캐시는 지오캐시들의 좌표 목록에서 확인할 수 있다. 이 캐시를 찾은 사람은 로그북, 값싼 물건과 함께 다른 장소에 캐시를 다시 숨겨야 한다. 찾은 사람이 숨긴 사람이 되는 셈이다. 이러한 과정이 반복된다.

- Virtual : 이 캐시는 형태가 없지만 그 대신에 좌표에 해당되는 곳에 있는 어느 물체에 대한 설명을 이용한다. 캐시를 찾았다는 것을 인정받기 위해서는 캐시를 숨긴 사람에게 명판에 새겨진 숫자, 이름 등을 이메일로 보내거나, GPS 수신기와 함께 그 장소에서 사진을 찍어서 올려야 한다.

- Earthcache : 미국지질학회 (geological society of america)에 의해 만들어진 형태가 없는 캐시이다. 지질학적으로 중요한 장소가 Earthcache로 지정된다.

- Webcam : 이 캐시는 형태가 없지만, 대신에 공개된 웹캠에 대한 좌표를 담고있다. 로그북대신에 사진을 찍어서 사이트에 올리는 것으로 찾았다는 사실을 인증한다.

- Event Cache : 지오캐셔들에 의해 만들어진 캐시로써 형태가 있는 캐시는 행사 날짜에만 활성화된다.

- Cache-In Trash-Out (CITO) Events : 이 행사는 좌표를 찾아가는 중에 쓰레기를 치우자는 것이다.

- Mega Event : 이 행사는 500명 이상의 사람이 참가하는 행사이다. 보통 연중 행사이며, 전 세계의 사람들이 참가한다.

- Giga Event : 이 행사는 5,000명 이상의 사람이 참가하는 행사이다. 독일에서 개최되고 있으며, 전 세계의 사람들이 참가한다.

- GPS Adventures Maze Exhibit : 박물관에서 지오캐싱을 미로를 이용해서 배워보는 행사이다. 이 행사만의 캐시 형태가 따로 있으며 Geocaching.com에서 찾을 수 있다. 일반인들도 많이 참가한다.

#### Reverse Geocache Puzzle Box
이 캐시는 처음에 잠겨있으며, GPS가 내장되어 있어서 미리 지정된 장소에 가기 전까지는 열리지 않는다. Mikal Hart가 만들었다. 이 캐시는 작은 버튼과 화면이 달려있는데, 버튼을 누르면 자신의 위치가 확인된다. 정확한 위치에 도달해서 버튼을 누르면 캐시가 열리지만 버튼을 누를 기회는 50번 밖에 없다. 버튼을 50번 이상 누르게 되면 캐시는 영원히 잠긴다.

#### Project A.P.E 캐시
2001년, 20세기 폭스에서 Geocaching.com과 협력해서 만든 캐시로써 영화 "혹성탈출"을 홍보하기 위해서 만들어진 캐시이다. 용기로는 60mm 탄약 상자를 쓰고 겉면에 Project A.P.E 라고 새겨져 있었다. 캐시가 있는 장소에 닿기 위한 단서는 매주 주어졌으며 가면 갈수록 자세한 설명을 나타냈다. 캐시 안에는 영화에 쓰였던 소품이 들어있었다. 2003년, 20세기 폭스는 그 행사에서 완전히 손을 뗐으며, 대부분의 캐시들이 각각의 사람들에 의해서 찾아지게 되었다. 지금은 1개의 캐시만이 남아있다. ( 브라질에 있다.) 분실된 몇개의 캐시는 Traditional 캐시로 다시 등록이 되었다.

### 캐시 정보 취득
GPX 파일은 캐시의 상세정보와 최근 캐시 방문자에 대한 정보를 담고있다. 지오캐셔들은 대부분 XML을 이용하는 GPX 확장자의 파일을 다양한 사이트에 다양한 형식으로 업로드 한다. 몇몇의 지오캐싱 사이트들은 우편번호나 좌표로 그 주변에 있는 캐시들을 검색할 수 있도록 한다. 최근에 들어서, 안드로이드와 아이폰 유저들은 GeoBeagle 같은 애플리케이션을 통해서 3G와 gps를 이용해 쉽게 검색하고 정보를 다운받는다.

### 캐시 정보의 변환과 분류
다양한 지오캐싱 소프트웨어들은 캐시 정보 관리, 개인 설정, 파일 형식 변환 등을 제공한다. 또한, 자신의 위치를 기반으로 캐시 정보 검색을 할 수 있다.
종이 없는 지오캐싱 (paperless geocaching)은 종이 대신에 PDA나 다른 전자기기에 캐시정보를 저장하는 것이다. 많은 애플리케이션들은 다른 과정을 거치지 않고 바로 GPX 파일을 업/다운로드 할 수 있다. 새로 나오는 GPS 기기들은 GPX 파일을 읽을 수 있어서, PDA가 필요 없게 되었다. GPS 칩을 장착한 많은 휴대전화기들 또한 종이 없는 지오캐싱을 위한 장비들 중 하나이다.

### 휴대 전화기의 이용
현재 안드로이드, 아이폰, webOS, 윈도우 모바일, 윈도우 폰 7에 대한 지오캐싱 애플리케이션이 있으며, 기능을 제한한 체험판을 이용해도 된다.

### 기념품(souvenir)
2010년 중반, Groundspeak에서 Geocaching.com에 기념품(souvenir) 기능을 추가했다. 특정 캐시를 찾거나, 특정 날짜에 캐시를 찾게되면, 개인정보 페이지에 특별한 아이콘을 표시할 수 있다.

## 용어
지오캐싱에 대해 이야기 할 때 쓰는 약어나 용어가 있다.

### 일반
- Cache : 최소한 로그북을 포함하고 있는 상자나 용기.
- Geoswag : 크기가 큰 캐시에서 찾을 수 있는 물건.
- Muggle : 캐시를 찾는 것을 방해하는 일반인.
- Muggled : 일반인에게 캐시를 도난당했을 경우를 표현하는 말.
- Smiley : 캐시를 찾음을 비유적으로 뜻하는 말. 캐시를 찾았다는 것에 대한 표시를 웃는 얼굴 아이콘으로 쓰는 것에서 유래.
- BYOP : (Bring Your Own Pen/Pencil) 로그북에 기록을 적을 필기구가 없는 경우, 필기구를 직접 가져오라는 뜻의 약어.
- CITO : (Cache In Trash Out) 캐시를 찾으러 갈 때 쓰레기도 같이 줍자라는 뜻의 약어.
- CO : (Cache Owner) 캐시를 관리하고 유지할 책임이 있는 사람. 보통 캐시를 숨긴 사람이 이에 해당된다.
- DNF : (Did Not Find) 캐시를 찾지 못함.
- FTF : (First To Find) 캐시를 찾은 첫 번째 사람이 쓰는 약어.
- GPS : (Global Positioning System) 가끔씩 GPS 수신기를 일컫는 말이 되기도 한다.
- GPSr : (GPS Reciever) GPS 수신기의 약어.
- McToy/McJunk : 맥도날드에서 얻을 수 있는 장난감을 일컫는 말.

### 캐싱에 대한 기록
- TFTC : (Thanks For The Cache) 캐시의 주인에게 감사를 표하는 약어.
- TFTH : (Thanks For The Hunt/Hide/Hike) 캐시의 주인에게 감사를 표하는 약어로, 캐시를 찾지 못했을때도 쓸 수 있다.
- TN : (Took Nothing) 캐시 안에 있는 물건을 가져오지 않음.
- LN : (Left Nothing) 캐시 안에 아무런 물건을 넣지 않음.
- XN : (eXchange Nothing) 캐시 안에 물건을 넣지도, 가져오지도 않음.
- SL : (Signed Log) 로그북에 기록을 남겼음.

이 약어들은 몇가지를 조합해서 쓸 수 있다. (예: TNLNSL, TFTC!")

### 캐시 위치 정보
- GRC : (Ground Rail Cache) 난간에 있는 캐시.
- GZ : (Ground Zero 혹은 Geo-Zone) 캐시가 있는 장소에 도달함.
- ICT : (Ivy Covered Tree) 덩굴로 뒤덮인 나무.
- LPC : (Light Post Cache) 전광판에 있는 캐시.
- MKH : (Magnetic Key Holder) 자석 열쇠 고리.
- PLC : (Parking Lot Cache) 주차장에 있는 캐시.
- POR : (Pile Of Rocks) 바위 더미.
- POS : (Pile Of Sticks/Stones) 막대기 혹은 돌 더미.
- UFO : (Unnatural Formation of Objects) 보았을 때 배치가 부자연스러운 캐시.

### 10/10/10
2010년 10월 10일, 지오캐싱의 10주년을 기념하기 위해서 전 세계에 있는 캐셔들이 행사에 참가하고 캐싱에 나섰다. 하루동안 78,313개의 계정이 사이트에 기록을 남김으로써 최고기록을 갱신했다.

## 철칙
각각의 지오캐싱 사이트들은 각자의 기준과 규범을 만들었다. 그렇기 때문에 모든 사이트들의 기준과 규범이 일치하지 않는다. 이 때문에 발생하는 문제들을 예방하기 위해서 공통으로 적용되는 규칙을 정했다. 다른 이를 위험에 처하지 않게 하고, 자연을 훼손하지 않고, 사유지를 존중해야 한다.

## 문제와 사건들
캐셔들은 간혹 경찰들에게 의심을 받는 경우가 있다. 한번은 캐시가 있는 학교에서 캐시를 찾다가 교사들이 폭발물이 있는 것으로 오인하고 폭발물 처리반과 경찰이 함께 나서서 수사한 적이 있었다. 2009년 Fairview 고등학교에서 일어난 일로써. 수 개의 캐시가 폭발물 처리반에 의해 파괴되었다.
지오캐시를 설치하는 것이 주변 공간을 더럽힌다고 생각하는 사람들이 있다. 몇몇 지오캐셔들은 이러한 사람들을 이해하고 지오캐시를 찾을 때 쓰레기를 줍는다. 지오캐시는 미국에서 합법적이고, 지오캐싱과 관련된 일로 경찰관에게 설명을 해야할 경우는 긍정적으로 작용한다. 그래도 좋지않은 위치에 설치된 캐시는 문제가 될 수 있다. 고의적으로든 아니든, 사유지에 허가 없이 캐시를 설치하는 것은 잘못된 행위이다. 캐셔가 캐시를 찾는 것이 의심스러워 보일 수도 있는 장소(학교 근처, 놀이터, 은행, 법정, 이웃집 등)에 설치하는 것 또한 잘못된 행위이다. 도시에서 다리 밑, 강둑 근처, 법정에 캐시를 설치하게 되면 폭발물이나 마약으로 오인하기 쉽기 때문에 설치를 삼가야 한다. 지오캐싱 사이트들도 캐시의 설치공간에 대한 기준을 마련하고 있다.
2005년 사우스캐롤라이나 하원에서 통과된 3777번 법안에 따르면, "공동묘지, 역사적으로나 고고학적으로 중요한 장소, 공공 장소에 소유자나 관리자의 허가없이 지오캐시를 설치하는 것은 법을 거스르는 행위이다." 라고 한다. 이 법안은 위원회에 제출되고 한번에 통과되었으며, 지금까지 시행되고 있다.

## 같이 보기
- 증강 현실
- 북크로싱
- 인그레스 (비디오 게임)
- 위치 기반 게임
- 오리엔티어링
- 퍼즐헌트